# Saison 1 de Star Butterfly
Chronologie
Saison 2
Cet article recense la liste des épisodes de la première saison de la série d'animation américaine Star Butterfly diffusée du 18 janvier 2015 au 21 septembre 2015 sur Disney XD aux États-Unis.

## Épisodes
| No. de série | No. de saison | Titres                                                                           | Réalisation                | Scénario                                                                  | Première diffusion | Première diffusion |
| --- | ------------- | -------------------------------------------------------------------------------- | -------------------------- | ------------------------------------------------------------------------- | ------------------ | ------------------ |
| 1a | 1a            | Star sur Terre Star Comes on Earth                                               | Mike Mullen                | Mike Mullen                                                               | 18 janvier 2015    | 3 juin 2015        |
| Les parents de Star l'envoient sur Terre avec sa baguette magique Royale. |               |                                                                                  |                            |                                                                           |                    |                    |
| 1b | 1b            | Mes Meilleurs Amis Party with a Pony                                             | Mike Mullen                | Ian Wasseluk                                                              | 18 janvier 2015    | 3 juin 2015        |
| La meilleure amie de Star, la Princesse Tête de Licorne Volante, vient la cherche pour une soirée d'aventures multidimensionnelles. |               |                                                                                  |                            |                                                                           |                    |                    |
| 2a | 2a            | L'Entremetteuse Matchmaker                                                       | Aaron Hammersley           | Aaron Hammersley, Daron Nefcy, Lane Lueras, & Dave Stone                  | 30 mars 2015       | 6 janvier 2016     |
| Cette section est vide, insuffisamment détaillée ou incomplète. Votre aide est la bienvenue ! Comment faire ? |               |                                                                                  |                            |                                                                           |                    |                    |
| 2b | 2b            | L'Esprit d'équipe School Spririt                                                 | Aaron Hammersley           | Zeus Cervas & Aaron Hammersley                                            | 30 mars 2015       | 6 janvier 2016     |
| Star assiste au premier match de football de son école qui oppose leur équipe «les Opossums» aux «Guerriers» l'équipe du collège privé de Silver Hill. Lorsque Marco dit à Star que les Guerriers vont massacrer leur équipe, celle-ci comprend que la guerre est déclarée et prépare une contre-offensive. |               |                                                                                  |                            |                                                                           |                    |                    |
| 3a | 3a            | Tentacule Tentateur Monster Arm                                                  | Aaron Hammersley           | Aaron Hammersley & Bert Youn                                              | 6 avril 2015       | 3 mars 2016        |
| Cette section est vide, insuffisamment détaillée ou incomplète. Votre aide est la bienvenue ! Comment faire ? |               |                                                                                  |                            |                                                                           |                    |                    |
| 3b | 3b            | L'Autre étudiant étranger The Other Exchange Student                             | Mike Mullen                | Carrie Liao                                                               | 6 avril 2015       | 3 mars 2016        |
| Cette section est vide, insuffisamment détaillée ou incomplète. Votre aide est la bienvenue ! Comment faire ? |               |                                                                                  |                            |                                                                           |                    |                    |
| 4a | 4a            | Courage, Star ! Cheer Up, Star                                                   | Aaron Hammersley           | Carrie Liao, Aaron Hammersley & Dominic Bisignano                         | 13 avril 2015      | 3 mars 2016        |
| - Invité : Jon Heder (Oskar) |               |                                                                                  |                            |                                                                           |                    |                    |
| 4b | 4b            | Panne de batterie Quest Buy                                                      | Aaron Hammersley           | Dominic Bisignano                                                         | 13 avril 2015      | 3 mars 2016        |
| Cette section est vide, insuffisamment détaillée ou incomplète. Votre aide est la bienvenue ! Comment faire ? |               |                                                                                  |                            |                                                                           |                    |                    |
| 5a | 5a            | Les Vacances de la famille Diaz Diaz Family Vacation                             | Piero Piluso               | Zeus Cervas, Christopher Graham, & Piero Piluso                           | 20 avril 2015      | 3 mars 2016        |
| Cette section est vide, insuffisamment détaillée ou incomplète. Votre aide est la bienvenue ! Comment faire ? |               |                                                                                  |                            |                                                                           |                    |                    |
| 5b | 5b            | Une Fête monstre Brittney's Party                                                | Mike Mullen                | Mike Mullen & Ian Wasseluk                                                | 20 avril 2015      | 3 mars 2016        |
| Cette section est vide, insuffisamment détaillée ou incomplète. Votre aide est la bienvenue ! Comment faire ? |               |                                                                                  |                            |                                                                           |                    |                    |
| 6a | 6a            | Puberté Mewberty                                                                 | Aaron Hammersley           | Aaron Hammersley & Dominic Bisignano                                      | 15 juin 2015       | 3 mars 2016        |
| - Invité : Jeffrey Tambor (Glossaryck) |               |                                                                                  |                            |                                                                           |                    |                    |
| 6b | 6b            | Pixtopia                                                                         | Mike Mullen                | Christofer Graham, Mike Mullen, & Carlos Ramos                            | 15 juin 2015       | 3 mars 2016        |
| - Invités : Anna Camp (Impératrice des Pixies), Danny Woodburn (Tyran des Pixies) |               |                                                                                  |                            |                                                                           |                    |                    |
| 7a | 7a            | Omar les Pinces Lobster Claws                                                    | Mike Mullen & Piero Piluso | Scott O'Brien & Piero Piluso                                              | 22 juin 2015       | 3 mars 2016        |
| Cette section est vide, insuffisamment détaillée ou incomplète. Votre aide est la bienvenue ! Comment faire ? |               |                                                                                  |                            |                                                                           |                    |                    |
| 7b | 7b            | Star somnambule Sleep Spells                                                     | Mike Mullen                | Mike Mullen & Ian Wasseluk                                                | 22 juin 2015       | 3 mars 2016        |
| Cette section est vide, insuffisamment détaillée ou incomplète. Votre aide est la bienvenue ! Comment faire ? |               |                                                                                  |                            |                                                                           |                    |                    |
| 8a | 8a            | Le Bal de la Lune Rouge Blood Moon Ball                                          | Aaron Hammersley           | Dominic Bisignano & Aaron Hammersley                                      | 20 juillet 2015    | 3 mars 2016        |
| - Invité : Rider Strong (Tom) |               |                                                                                  |                            |                                                                           |                    |                    |
| 8b | 8b            | Prédictions sucrées Fortune Cookies                                              | Mike Mullen                | Carrie Liao & Mike Mullen                                                 | 20 juillet 2015    | 3 mars 2016        |
| - Invité : Michael C. Hall (Toffee) |               |                                                                                  |                            |                                                                           |                    |                    |
| 9a | 9a            | Temps Suspendu Freeze Day                                                        | Mike Mullen                | Carrie Liao & Mike Mullen                                                 | 27 juillet 2015    | 3 mars 2016        |
| - Invité : Jim Gaffigan (Père du Temps) |               |                                                                                  |                            |                                                                           |                    |                    |
| 9b | 9b            | Surprise Royale Royal Pain                                                       | Piero Piluso               | Piero Piluso & Ian Wasseluk                                               | 27 juillet 2015    | 3 mars 2016        |
| - Invité : Jamie Kennedy (Helios) |               |                                                                                  |                            |                                                                           |                    |                    |
| 10 | 10            | Tentative d'évasion à Saint-Olga St. Olga's Reform School for Wayward Princesses | Piero Piluso               | Piero Piluso                                                              | 10 juillet 2015    | 4 mars 2016        |
| - Invités : Jessica Walter (Mademoiselle Odieuse), Jodi Benson (Professeur de chant) |               |                                                                                  |                            |                                                                           |                    |                    |
| 11a | 11a           | Reconstitution Historique Mewnipendance Day                                      | Aaron Hammersley           | Dominic Bisignano, Aaron Hammersley, Kyle Neswald, & Carder Scholin       | 17 juillet 2015    | 4 mars 2016        |
| Cette section est vide, insuffisamment détaillée ou incomplète. Votre aide est la bienvenue ! Comment faire ? |               |                                                                                  |                            |                                                                           |                    |                    |
| 11b | 11b           | Une idée rafraîchissante The Banagic Incident                                    | Mike Mullen                | Dominic Bisignano, Nate Cash, Mike Mullen, Kyle Neswald, & Carder Scholin | 17 juillet 2015    | 4 mars 2016        |
| |               |                                                                                  |                            |                                                                           |                    |                    |
| 12a | 12a           | Une sortie scolaire interdimensionnelle Interdimensional Field Trip              | Piero Piluso               | Piero Piluso & Ian Wasseluk                                               | 14 septembre 2015  | 4 mars 2016        |
| Cette section est vide, insuffisamment détaillée ou incomplète. Votre aide est la bienvenue ! Comment faire ? |               |                                                                                  |                            |                                                                           |                    |                    |
| 12b | 12b           | La barbe de Marco Marco Grows a Beard                                            | Mike Mullen & Piero Piluso | Tyler Chen                                                                | 14 septembre 2015  | 4 mars 2016        |
| Cette section est vide, insuffisamment détaillée ou incomplète. Votre aide est la bienvenue ! Comment faire ? |               |                                                                                  |                            |                                                                           |                    |                    |
| 13 | 13            | Star contre Toffee Storm the Castle                                              | Aaron Hammersley           | Dominic Bisignano, Christopher Graham, Aaron Hammersley, & Ian Wasseluk   | 21 septembre 2015  | 5 mars 2016        |
| Cette section est vide, insuffisamment détaillée ou incomplète. Votre aide est la bienvenue ! Comment faire ? |               |                                                                                  |                            |                                                                           |                    |                    |